# 1413

## Události
- Árni Ólafsson se stal biskupen na Skálholtu
- Univerzita v St. Andrews založena papežskou bulou

### Probíhající události
- 1405–1433: Plavby Čeng Chea
- 1406–1428: Čínsko-vietnamská válka
- 1402–1413: Osmanské interrengnum

## Vědy a kultura
- 28. října – Jan Hus dokončuje na Kozím hrádku svou Postillu.

## Narození
Česko
- Pavel Pražský, český polyhistor († 1471)

Svět
- 24. února – Ludvík Savojský, († 29. ledna 1465)
- ? – Abd Ar-Razzák as-Samarkandí, perský historik a cestovatel († 1482)

## Úmrtí
- 20. března – Jindřich IV. Anglický, anglický král (* 3. dubna 1366)
- 5. července – Musa Çelebi, syn osmanského sultána Bajezida I. (* ?)

## Hlavy státu
- České království – Václav IV.
- Moravské markrabství – Václav IV.
- Osvětimské knížectví – Kazimír Osvětimský
- Břežské knížectví – Ludvík II.
- Falkenberské knížectví – Boleslav IV. Opolský
- Hlohovské knížectví – Jan I. Zaháňský – Jindřich IX. Starší
- Minsterberské knížectví – Jindřich II. – Jan I.
- Svatá říše římská – Zikmund Lucemburský
- Papež – Benedikt XIII. – Jan XXIII. – Řehoř XII.
- Anglické království – Jindřich IV. – Jindřich V.
- Francouzské království – Karel VI.
- Polské království – Vladislav II. Jagello
- Uherské království – Zikmund Lucemburský
- Dánské království – Erik VII. Pomořanský
- Byzantská říše – Manuel II. Palaiologos